# Sisyra pallida
Sisyra pallida är en insektsart som beskrevs av Meinander 1978. Sisyra pallida ingår i släktet Sisyra och familjen svampdjurssländor. Inga underarter finns listade i Catalogue of Life.